# Rietveldpaviljoen (Venetië)

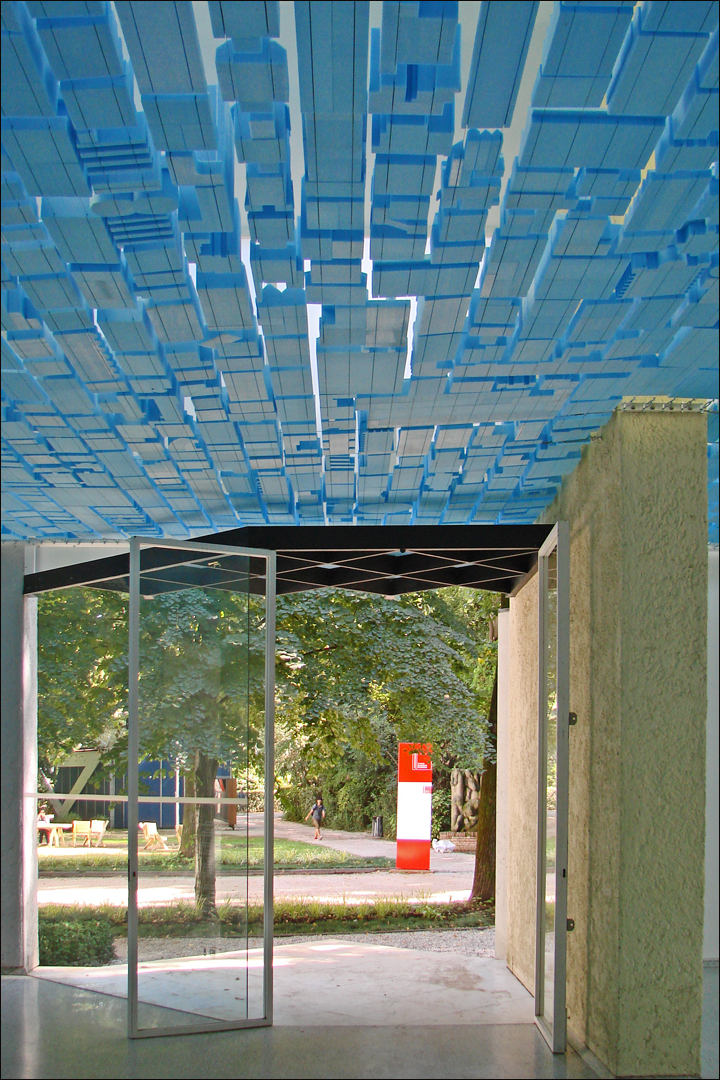
Vacant NL, architectuurbiënnale 2010

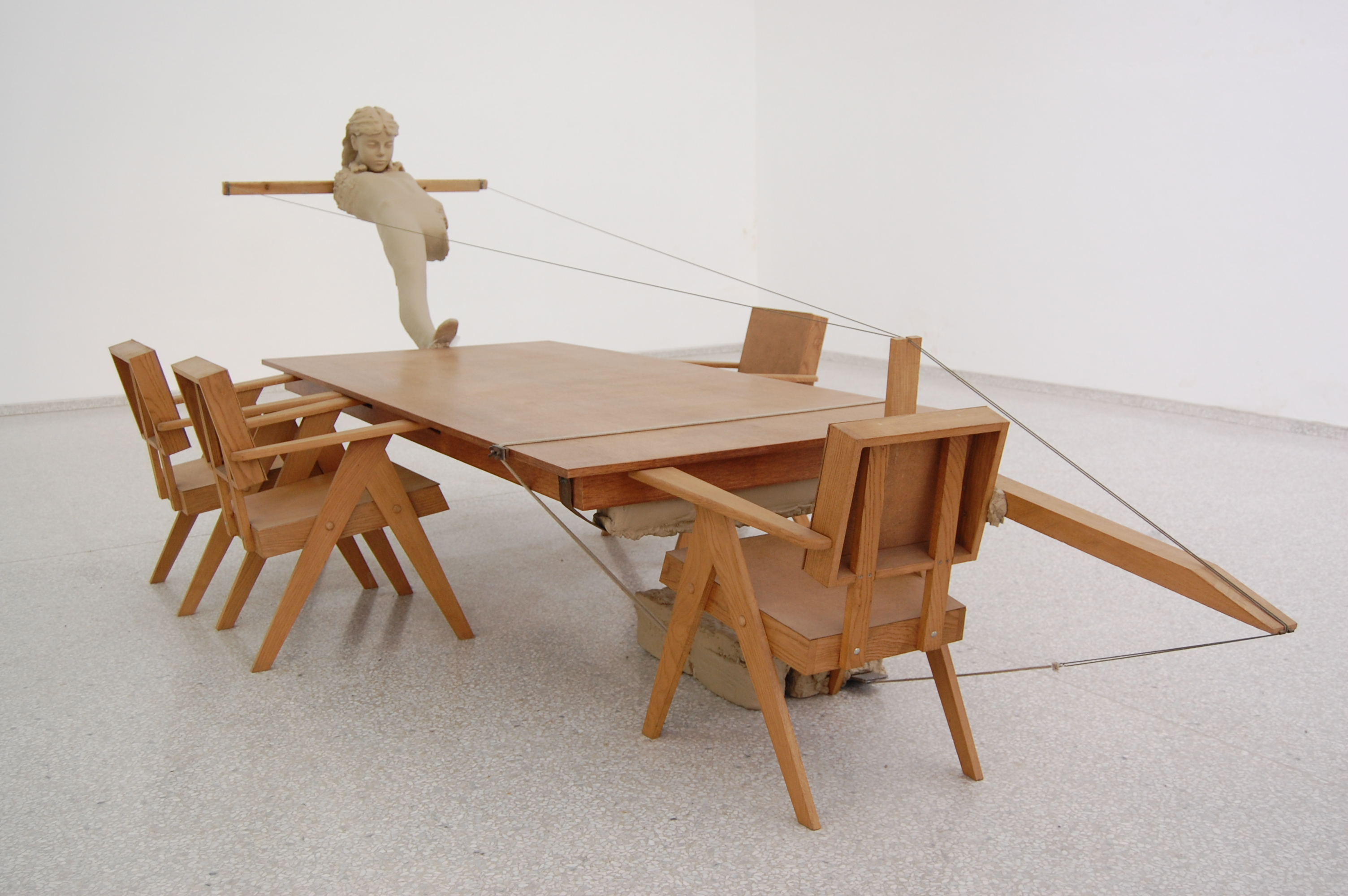
Deel van de intallatie van Mark Manders in 2013

Het Rietveldpaviljoen is een tentoonstellingsgebouw in Venetië ontworpen door Gerrit Rietveld. Het gebouw werd geopend in 1954 als kunstzaal voor de Nederlandse bijdragen aan de Biënnale van Venetië.

## Functie
In het Rietveldpaviljoen worden in de oneven jaren exposities van hedendaagse kunst getoond, waaronder beeldhouwkunst en schilderkunst. In de even jaren worden deze afgewisseld met exposities over architectuur.

## Geschiedenis
Het eerste Nederlandse paviljoen in de Giardini dateerde uit 1912 en was oorspronkelijk als Zweeds paviljoen ontworpen door Ferdinand Boberg. Het werd in 1914 overgenomen en werd door Nederland gebruikt tot en met de Biënnale in 1952.

### Het Rietveldgebouw
In 1953 werd Rietveld belast met het ontwerpen van een nieuw paviljoen. In 1954 was het gebouw in de stijl van het nieuwe bouwen gereed. Het kreeg een eenvoudige vierkante plattegrond met slechts enkele binnenmuren, alle loodrecht op de buitenwand. Het gebouw bevat volumes van verschillende hoogtes waardoor het licht van boven kan toetreden.

### Renovatie
Na bijna veertig jaar was het pand toe aan restauratie. Uitgangspunt voor de restauratie was het handhaven van het karakter als daglichtpaviljoen. Alle technische installaties die voor hedendaagse exposities onmisbaar zijn, zoals audiovisuele netwerken, krachtstroom en mogelijkheden voor bijverlichting, zijn onzichtbaar ingepast. Met vloerverwarming wordt getracht de verwoestende vochtigheid in het paviljoen beheersbaar te maken. Het gerestaureerde paviljoen is in juni 1995 feestelijk heropend door de toenmalige Staatssecretaris van Cultuur Aad Nuis.

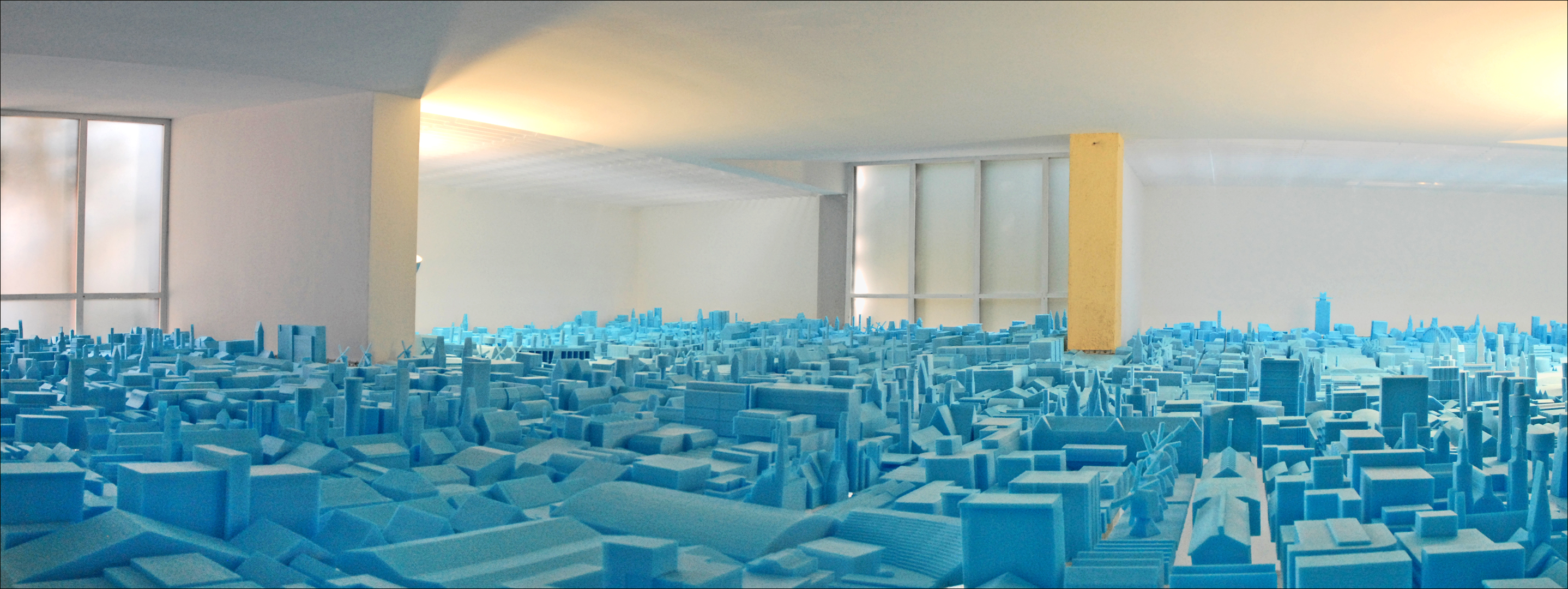
Vacant NL, architectuurbiënnale 2010

## Tentoonstellingen (selectie)
Sinds 1995 is de Mondriaan Stichting verantwoordelijk voor de Nederlandse inzending naar de Biënnale van Venetië, en benoemt voor iedere inzending een curator. Dit waren sindsdien:
- 2013: Mark Manders (curator Lorenzo Benedetti)
- 2011: Joke Robaard, Johannes Schwartz, Barbara Visser, ontwerper Maureen Mooren, architecten Herman Verkerk en Paul Kuipers (EventArchitectuur), auteur Sanneke van Hassel en componist Yannis Kyriakides (curator Guus Beumer).
- 2009: Fiona Tan (curator Saskia Bos).
- 2007: Aernout Mik (curator Maria Hlavajova).
- 2005: Jeroen de Rijke / Willem de Rooij (curator Martijn van Nieuwenhuyzen)
- 2003: Carlos Amorales, Alicia Framis, Meschac Gaba, Jeanne van Heeswijk, Erik van Lieshout (curator Rein Wolfs)
- 2001: Liza May Post (curator Jaap Guldemond)
- 1999: Daan van Golden (curator Karel Schampers)
- 1997: Aernout Mik, Willem Oorebeek (curatoren Leontine Coelewij, Arno van Roosmalen)
- 1995: Marlene Dumas, Maria Roosen, Marijke van Warmerdam (curator Chris Dercon)